# Schnifis
Schnifis – gmina w Austrii, w kraju związkowym Vorarlberg, w powiecie Feldkirch. Liczy 773 mieszkańców (1 stycznia 2015).